# British Seagull

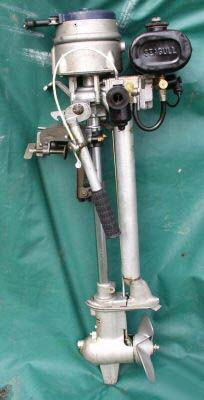
Photo d'un Forty Plus British Seagull.

British Seagull était un constructeur britannique de moteur hors-bord deux temps du début des années 1930 jusqu'au milieu des années 1990.
À l'origine, il s'agissait d'une division de la société Sunbeam, un constructeur de motos britannique.
Les Moteurs British Seagull ont été produits en très grand nombre durant la Seconde Guerre mondiale (commandes militaires pour l'armée et la marine anglaise en vue du débarquement de Normandie de juin 1944).
L'usine située près de Southampton était dimensionnée en conséquence et pouvait produire en très grande série ces moteurs robustes et fiables mais de conception assez rustique (pas de ré-enroulement automatique de la corde de lanceur, pas de carénage de la tête motrice, certains modèles sans point mort ni marche arrière, pas de réservoir d'essence extérieur et alimentation du carburateur par gravité, pas de système autolube de mélange essence / huile).
Cette rusticité, gage d'une certaine fiabilité (ce qui n'existe pas ne peut pas créer de panne) était très appréciée dans les pays peu industrialisés comme les dominions de l'ex-empire britannique et a inspiré le subtil slogan publicitaire : « The best outboard motor for the world » (en français : « Le meilleur moteur hors bord pour le monde »)… sous entendu, moteur convenant aux pays en voie de développement comme aux nations technologiquement plus développées ?
N'étant pas destinés à faire de la vitesse, inadaptés aux coques légères et planantes capables de déjauger, les Seagull étaient souvent équipés d'hélices caractéristiques (grand diamètre et faible pas, avec parfois 5 pales rectangulaires) destinées à la traction de bateaux lourds, et étaient souvent appréciés comme moteurs auxiliaires sur des voiliers lourds et longs, malgré leur faible puissance.
La firme n'a guère cherché à investir ou à perfectionner son produit pour lutter à armes égales avec les moteurs américains (Johnson, Evinrude, Mercury) puis japonais (Yamaha, Suzuki et Tohatsu), se cantonnant dans ce qui devenait de plus en plus un marché de niches pour traditionalistes, il y eut cependant quelques évolutions (un kit adaptable de réenroulement de la corde de démarrage, un allumage électronique de type CDI).
Ces améliorations, pas toujours très bien finalisées sont restées limitées, et par exemple, les carburateurs avaient toujours recours à l'antique système de titilleur pour enrichir la carburation à froid.
Inadaptés aux embarcations de plaisance planantes et rapides permettant notamment le ski nautique, les moteurs Seagull avaient aussi quelques défauts comme les risques de blessure sur le volant magnétique non protégé ou de brûlures sur le tuyau d'échappement.
Les Seagull étaient condamnés à terme par l'avènement des normes antipollution voulues par les Allemands (norme 3bodensee) en référence aux eaux protégées du lac de Constance.
La firme a donc progressivement périclité, mais fabrique toujours les pièces nécessaires à la maintenance des centaines de milliers de moteurs fabriqués depuis les années 1930.
N'atteignant pas une grande valeur en collection car nullement rares et parfaitement utilisables au quotidien par un plaisancier ayant quelques notions de mécanique, les Seagull ont une certaine « cote d'amour » et sont utilisés par les amateurs de plaisance traditionnelle.
Les moteurs peuvent être facilement retirés du tableau arrière de l'embarcation sans outils et en laissant la presse sur celui-ci, il suffit de dégager la clé à sardine transversale.